# Eurycyde longisetosa
Eurycyde longisetosa là một loài nhện biển trong họ Ascorhynchidae. Loài này thuộc chi Eurycyde. Eurycyde longisetosa được miêu tả khoa học năm 1942 bởi Hilton.